# Eucereon agylloides
Eucereon agylloides là một loài bướm đêm thuộc phân họ Arctiinae, họ Erebidae.